# 1,3-dichloorbenzeen
1,3-dichlorobenzeen is een gechloreerde koolwaterstof. Het is een van de drie dichloorbenzeen-isomeren met brutoformule C6H4Cl2; de andere zijn 1,2-dichloorbenzeen en 1,4-dichloorbenzeen. De stof komt voor als een kleurloze vloeistof met een karakteristieke aromatische geur, die quasi-onoplosbaar is in water, maar wel in organische solventen.

## Toxicologie en veiligheid
De stof ontleedt bij verbranding met vorming van giftige dampen, onder andere waterstofchloride. 1,3-dichloorbenzeen reageert met sterk oxiderende stoffen en hevig met aluminium.
De damp is irriterend voor de ogen, de huid en de luchtwegen. Bij langdurige of herhaalde blootstelling kunnen er ook negatieve effecten optreden voor de nieren en de lever.